# Рисак Олександр Опанасович
Олександр Опанасович Рисак (11 травня 1939 — 29 жовтня 2003) — український літературознавець, поет. Доктор філологічних наук, професор кафедри української літератури Волинського державного університету імені Лесі Українки, завідувач лабораторії лесезнавства.

## Життєпис
Народився в українському селі Вишневі на Холмщині. У віці 5 років депортований разом з батьками у Сталінську (нині Донецька) область. Звідси родина переїхала на Волинь.

### Освіта
В 1958 Закінчив шкільний відділ Сокальського педучилища, пізніше філологічний факультет Львівського університету ім. І. Франка та факультет журналістики Вищої партійної школи в Києві.

### Кар'єра
Вчителював у Млинівській семирічці Ратнівського, Заячицівській восьмирічці та Старозагорівській середній школах Локачинського районів. Був на комсомольській та партійній роботі.
З 1976 року до передчасної кончини (29 жовтня 2003 р.) працював у Луцькому педагогічному інституті та Волинському державному університеті ім. Лесі Українки. Завідував кафедрою, обирався деканом філологічного факультету і факультету україністики, обіймав посаду професора кафедри історії та теорії літератури, очолював науково-дослідну лабораторію мистецтвознавства. Доктор філологічних наук.

## Наукова діяльність
На основі особистих архівів створив лабораторію лесезнавства. О. Рисак є автором 200 наукових публікацій.
Для широкого загалу він відомий літературознавець, лесезнавець, критик. Основною темою його наукових досліджень є творчість Лесі Українки. Досліджував також творчість Ольги Кобилянської, Михайла Коцюбинського, Олександра Олеся, Богдана Лепкого, Миколи Вороного, Володимира Винниченка, Данила Братковського, багатьох сучасних прозаїків і поетів.

## Найвідоміші праці
Монографії
- «Животворный источник духовного вдохновения: Поэзия Леси Українки в руських переводах» (Львів: Вища школа, 1981),
- «Лесин дивосвіт» (Львів: Світ, 1992),
- «Мелодії і барви слова: Проблеми синтезу мистецтв в українській літературі кінця XIX — початку ХХ ст.» (Луцьк: Надстир'я, 1996),
- «найперше музика у слові» (Луцьк: Вежа, 1999),
- «У вимірах самостійності і спокуси владою: три драматичні поеми Лесі Українки — „У пущі“, „Кассандра“, „Камінний господар“» (Луцьк: Вежа, 1999) та інші.

Опріч монографій, наукових, літературознавчих публікацій, вийшли друком:
- дві його збірки віршів — «Не сотвори собі кумира» (Луцьк: Надстир'я, 1996), «Сьома нота печалі» (Луцьк: Волинська обласна друкарня, 2003),
- книжечка для дітей «Рукавичка — хатка лісовим звіряткам» (Луцьк: Волинська обласна друкарня, 2003).

Поетичним словом прагнув передати емоційний стан своєї душі, почуття любові до природи і жіночої вроди.

## Громадська діяльність
Професор О. О. Рисак часто звертався до теми Холмщини, пропагував творчі здобутки українських письменників і поетів — вихідців з холмсько-підляських земель. Був членом ради обласного товариства «Холмщина».

## Відзнаки
Його монографія «Лесин дивосвіт» у 1993 році удостоєна літературно-мистецької премії ім. Агатангела Кримського. За видатний внесок у розвиток української освіти Олександрові Рисаку у 1996 році присвоєно звання Відмінника народної освіти України. Прийнятий до національної спілки письменників України в 1999 році.